# Chrysocoris
Chrysocoris es un género polífago de chinches de la familia (Scutelleridae). Contiene aproximadamente  45 especies.

## Especies
Algunas especies del género son:
- Chrysocoris bilunata van Vollenhoven, 1863
- Chrysocoris bosschei van Vollenhoven, 1863
- Chrysocoris daedalica van Vollenhoven, 1863
- Chrysocoris eques Fabricius, 1794
- Chrysocoris fascialis White, 1842
- Chrysocoris germari Eschscholtz, 1822
- Chrysocoris hyperythra van Vollenhoven, 1863
- Chrysocoris hypomelaenus van Vollenhoven, 1863
- Chrysocoris iris Germar, 1839
- Chrysocoris marginellus Westwood, 1837
- Chrysocoris patricius Fabricius, 1798
- Chrysocoris pulchellus Dallas, 1851
- Chrysocoris purpureus Westwood, 1837
- Chrysocoris stockerus Linnaeus, 1764
- Chrysocoris stollii Wolff, 1801